# Coleophora camphorosmella
Coleophora camphorosmella is een vlinder uit de familie van de kokermotten (Coleophoridae). De wetenschappelijke naam van de soort is voor het eerst geldig gepubliceerd in 1885 door Constant.